# Louis Daguerre

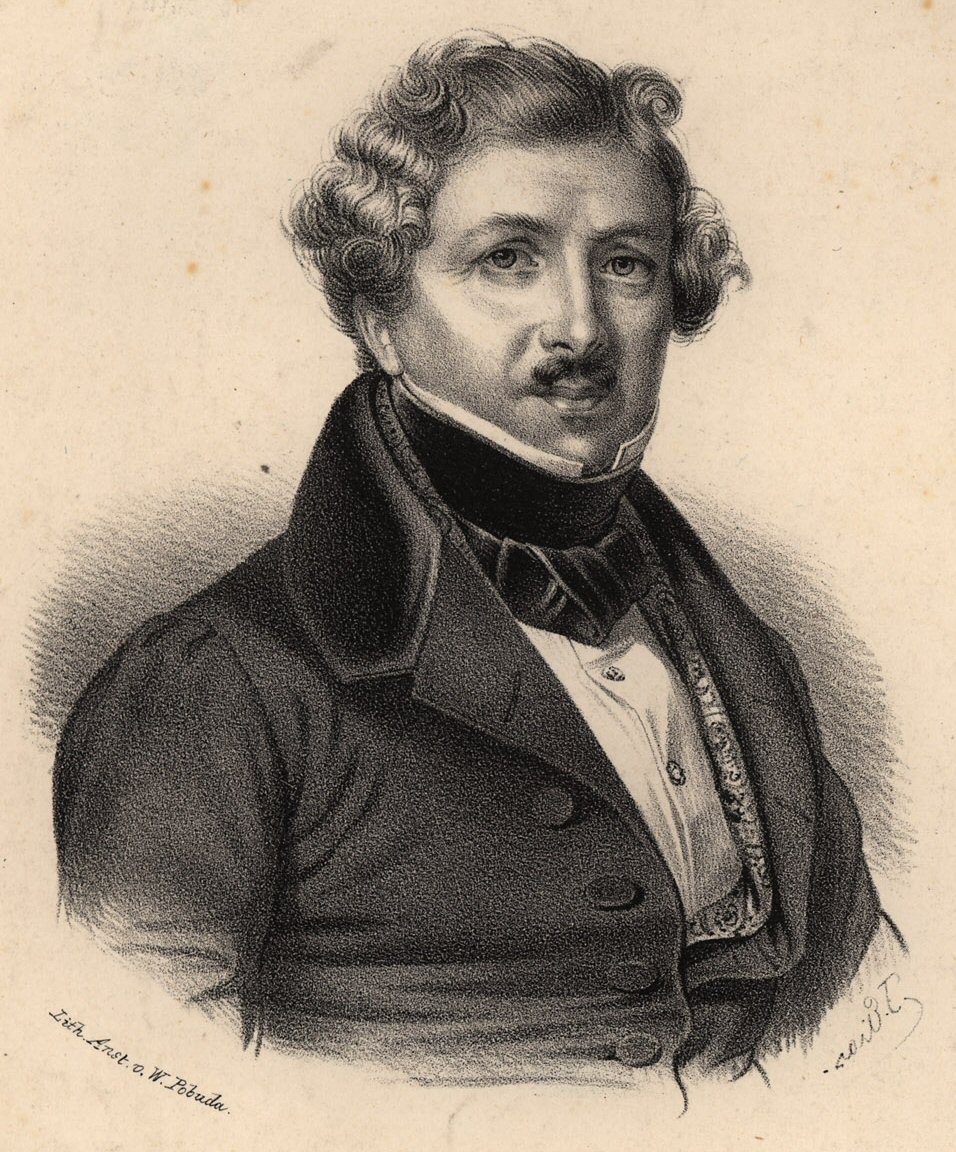
Louis-Jacques-Mandé Daguerre.

Louis-Jacques-Mandé Daguerre (18 tháng 11 năm 1787 - 10 tháng 7 năm 1851) là một nghệ sĩ, nhà vật lý học người Pháp, người được công nhận cho sự phát minh ra quy trình nghệ thuật chụp hình thực tiễn.

## Tiểu sử
Daguerre được sinh ra ở Cormeilles-en-Parisis, Val-d'Oise, nước Pháp. Ông học ngành kiến trúc, thiết kế nhà hát, và vẽ tranh toàn cảnh cùng với Pierre Prévost, người đầu tiên vẽ tranh toàn cảnh ở Pháp. Với kỹ năng cực kì chuyên nghiệp khi tạo được ảo giác trên sân khấu, ông đã trở thành một nhà thiết kế nổi tiếng cho nhà hát và sau đó đã phát minh ra mô hình thu nhỏ (hay sa bàn) được mở ra lần dầu tiên tại Paris vào tháng 7 năm 1822.

## Sự nghiệp
Thập niên 30 của thế kỷ 19, Louis Daguerre đã phát minh thành công kỹ thuật chụp ảnh. Thời thanh niên ông là một nhà nghệ thuật. Đến năm hơn 30 tuổi, ông thiết kế ra một loại kính đặc biệt, dùng hiệu quả đặc thù để làm hiện lên toàn cảnh của một bức tranh. Trong khi ông theo đuổi công việc làm đó thì nảy sinh ra ý tưởng muốn chế tạo một chiếc máy không cần bút vẽ, không cần sơn dầu mà có thể tự động hiện ra mọi cảnh tượng tức là sáng chế ra một máy chụp ảnh.
Sự cố gắng của ông lúc đầu nhắm chế tạo ra một chiếc máy chụp ảnh thực dụng đã không thành công. Năm 1829, ông gặp Nicéphore Niépce. Có lẽ lúc đó Niépce cũng đang cố gắng thiết kế ra một chiếc máy ảnh. Hai năm sau họ trở thành đôi bạn cùng cộng tác với nhau. Năm 1833, Niépce đột ngột qua đời, Daguerre kiên trì tiếp tục công trình nghiên cứu của mình. Đến năm 1837, ông mới thành công trong việc phát triển một hệ thống chụp ảnh có giá trị thực dụng. Thiết bị đó được goị là máy chụp ảnh Daguerre.

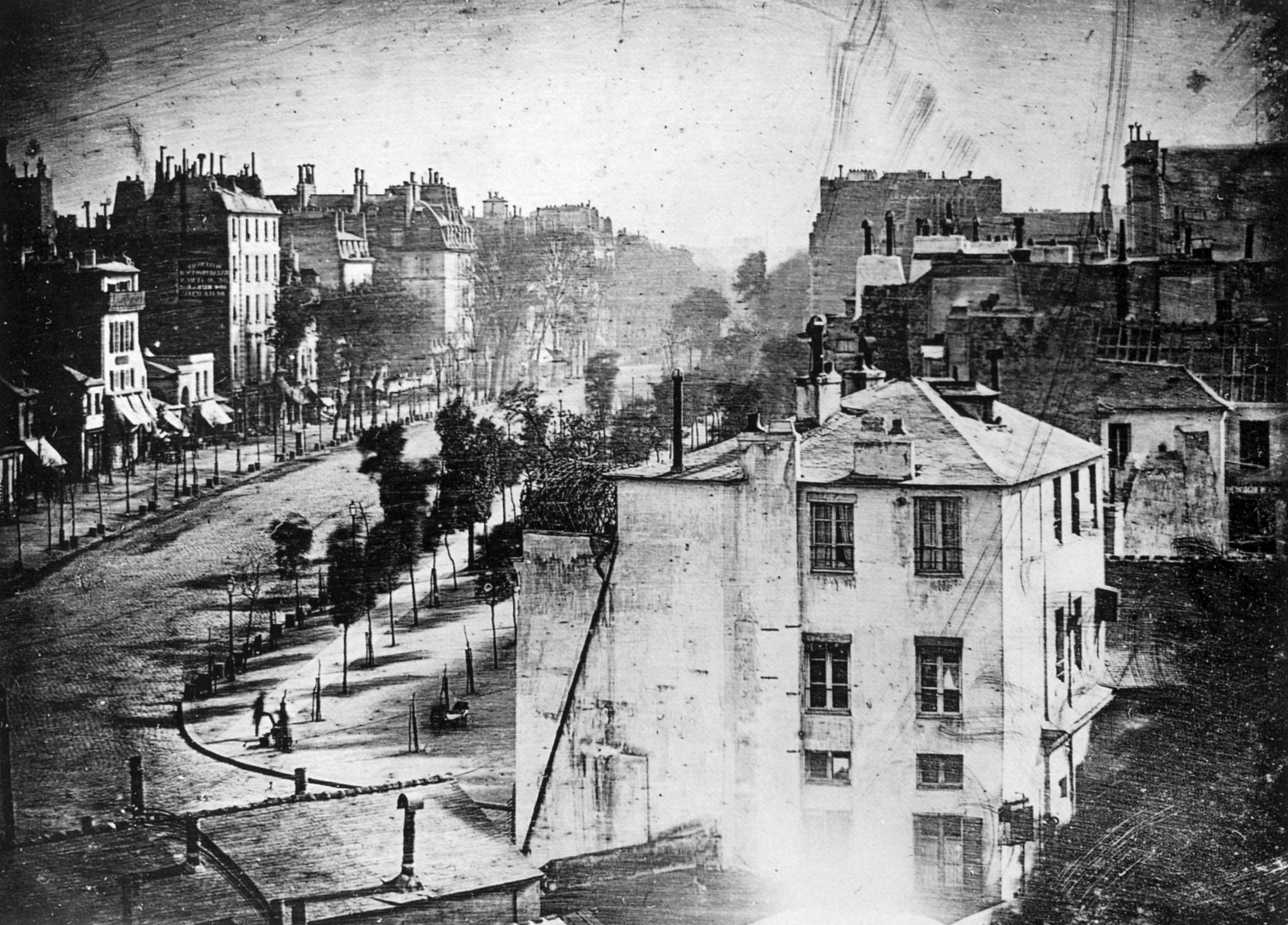
Đại lộ Temple, bức ảnh nổi tiếng của Daguerre chụp ngày 4 tháng 5 năm 1838 tại Paris. Bức ảnh chụp một con phố trong khoảng thời gian 10 phút, do hạn chế về kỹ thuật ở thời kỳ đó. Tất cả các xe cộ chuyển động đều không hiện trong tấm hình. Riêng ở góc trái, một người đàn ông đứng yên để đánh giày và đây là tấm hình đầu tiên có ghi lại hình ảnh con người. Giống như hầu hết các bức hình chụp theo phương pháp Daguerre, hình ảnh trong tấm ảnh này bị lật ngược như khi nhìn qua một tấm gương.

Năm 1839, Daguerre công bố trước công chúng chiếc máy chụp ảnh đầu tiên của mình nhưng không xin được bằng sáng chế độc quyền. Đáp lại, chính phủ Pháp đã cấp tiền trợ cấp hàng năm cho con của Daguerre và Nielfs. Sự công bố về phát minh của Daguerre đã gây dư luận xôn xao trong công chúng. Daguerre đã trở thành nhân vật anh hùng và đón nhận nhiều danh dự. Cùng lúc đó, chiếc máy ảnh của ông thiết kế đã nhanh chóng được sử dung phổ biến rộng rãi. Sau đó không lâu, Daguerre nghỉ hưu.
Rất ít có phát minh nào được sử dụng rộng rãi nhiều mặt như máy ảnh. Thực tế, nó đã được sử dụng rộng rãi mọi lĩnh vực trong nghiên cứu khoa học. Đối với một số người thì chụp ảnh là một hình thức nghệ thuật nghiêm túc, còn đối với hàng trăm triệu người khác, nó là một trò chơi vui vẻ được nhiều người ưa thích. Một bức ảnh chụp sẽ mang đến cho chúng ta tin tức về giáo dục thời sự và quảng cáo. Một bức ảnh chụp làm cho chúng ta hồi ức lại quá khứ một cách sinh động. Nó là một vật thường thấy nhất trong các đồ kỷ niệm. Tất nhiên là kỹ thuật quay phim trong điện ảnh cũng là một bước phát triển quan trọng của kỹ thuật chụp ảnh, ngoài việc phục vụ giải trí, nó còn được ứng dụng vào nhiều lĩnh vực cũng giống như chụp ảnh.
Không có một phát minh nào là công lao của một người duy nhất. Trước Daguerre đã có nhiều việc cần thiết được chuẩn bị cho sự phát triển của bản thân ông. Hộp đen (một dụng cụ tương tự như máy ảnh có một lỗ thủng nhỏ nhưng không có phim) đã được phát minh trước Daguerre 800 năm. Thế kỷ 16, Gerolamo Cardano đã tiến một bước dài trong việc làm thế nào lắp được thấu kính vào lỗ thủng của hộp đen, mở màn cho việc phát minh ra máy ảnh hiện đại được mọi người yêu thích. Do hình ảnh của nó cơ bản không thể giữ lại được nên chưa thể xem là một máy chụp ảnh. Một sự phát hiện có tính chất chuẩn bị quan trọng hơn nữa do Theodore Whilliam Schultz hoàn thành vào năm 1727. ông phát hiện bạc nitrat là chất có cảm ứng nhạy đối với ánh sáng. Mặc dù ông đã dùng phát minh đó để tạo ra được một số hình ảnh mà tạm thời có thể bảo lưu được nhưng Schultz không đi sâu nghiên cứu thêm về phát hiện đó.
Người đi đầu gần với Daguerre nhất là Nielfs sau này trở thành người cộng tác với Daguerre. Năm 1820 Nielfs phát hiện được một loại hắc ín ở vùng Jutia (một khu vực phía nam của Palestine cổ) có tính chất nhạy cảm đối với ánh sáng. Kết hợp một chiếc hộp đen với vật liệu nhạy cảm ánh sáng, Nielfs đã chế tạo thành công một máy chụp ảnh đầu tiên trên thế giới (hiện nay người ta còn lưu giữ được chiếc máy chụp ảnh do ông chế tạo vào năm 1826). Chính vì vậy mà có một số người cho rằng Nielfs phải được công nhận là người phát minh ra máy ảnh đầu tiên. Nhưng phương pháp chụp ảnh của Nielfs hoàn toàn không thể sử dụng một cách tiện lợi, nó phải mất tám tiếng đồng hồ đưa ra ánh sáng mới hiện lên hình ảnh. Tuy nhiên, sau đó vẫn chỉ có được một bức ảnh lờ mờ.
Phương pháp của Daguerre là hình ảnh được ghi lại trên một miếng gỗ phẳng có thoa chất iod bạc. Đưa ra ánh sáng từ 15 tới 20 phút là xong. Tuy phương pháp này còn phiền phức nhưng đã trở thành thực dụng. Trong vòng hai năm sau khi Daguerre công bố phương pháp chụp ảnh của mình thì những người khác đã đề xuất một cải tiến nhỏ là thêm vào chất iod bạc một lượng brom bạc, chỉ một tí thay đổi đó đã giúp cho tác dụng cảm quang được nhanh hơn làm cho máy ảnh càng trở nên thực dụng.
Năm 1839, ít lâu sau khi Daguerre công bố phát minh của mình thì một nhà khoa học của nước Anh là Wiliam Henry Fox Talbot đã công bố phương pháp chụp ảnh đã cải tiến của mình. Nó giống như phương pháp chụp ảnh hiện nay chúng ta đang sử dụng tức là dùng âm bản để chụp ảnh. Một sự ghi lại hình ảnh khiến cho mọi người đều cảm thấy hết sức thú vị. Trên thực tế, vào năm 1835 Talbot đã có được bức ảnh đầu tiên của ông. Việc đó xảy ra sớm hơn hai năm trước khi Daguerre công bố kỹ thuật nhiếp ảnh của mình. Talbot do cùng một lúc còn theo đuổi một số công trình nghiên cứu khác nên không thể nhanh chóng tiến hành việc thực nghiệm về nhiếp ảnh đến nơi đến chốn. Nếu ông có thể làm như vậy thì rất có khả năng đưa hệ thống nhiếp ảnh của mình vào khai thác thương mại trước Daguerre.
Ngày 19 tháng 8 năm 1839, chính phủ Pháp tuyên bố phát minh này là "món quà tặng miễn phí cho toàn thế giới".
Sau phát minh ra kỹ thuật nhiếp ảnh của Daguerre và Talbot thì kỹ thuật nhiếp ảnh đã có những bước cải tiến lớn lao như việc xử lý âm bản theo dạng ướt, xử lý âm bản theo dạng khô rồi tiến tới có những cuốn phim như hiện nay như phim màu, điện ảnh, nhiếp ảnh bằng đèn chớp và máy phô-tô-cóp-pi. Mặc dù có rất nhiều người tham gia vào việc phát triển kỹ thuật nhiếp ảnh nhưng dư luận nói chung vẫn đánh giá sự cống hiến của Daguerre là quan trọng nhất. Trước ông, không có một hệ thống nhiếp ảnh nào được gọi là thực dụng trong khi thiết kế của ông đứng về mặt kỹ thuật là hoàn toàn thực dụng và nhanh chóng được sử dụng rộng rãi. Hơn nữa, sự phát minh mang tính đại chúng hoá của ông đã có tác dụng xúc tiến to lớn đối với sự phát triển của ngành nhiếp ảnh.
Daguerre mất ngày 10 tháng 7 năm 1851 tại Bry-sur-Marre cách thủ đô Paris 12 km. Khu mộ ông tại đây có một tượng đài trang trọng để tưởng nhớ tới người con vinh quang này của nước Pháp.
Một trong những ảnh nguyên mẫu Daguerre (daguerréotype) đã làm xáo trộn lịch sử ngành nhiếp ảnh
Những chuyên gia Pháp và Mỹ tranh luận về việc bức chân dung chụp đầu tiên của nhân loại do Louis Daguerre ký năm 1837.
Bức chân dung nhỏ xíu chỉ nằm gọn trong lòng bàn tay nhưng hiệu quả của nó như một trái bom đã làm xáo trộn thế giới vi mô của những chuyên gia. Đó là một khuôn mặt trắng bệch của một người đàn ông, tóc bù xù, mắt mở to, khắc trên một tấm chì phủ bạc mà khi muốn coi, phải nghiêng một cách kiên nhẫn mới thấy những nét của ông ta nổi lên, cũng như trong cái gương vậy.
Sau lưng tấm ảnh có ghi năm 1837 bằng thủ bút, luôn luôn kèm theo tên tác giả là Louis Daguerre. Louis Daguerre sáng tác ngành máy ảnh chung với Niépce, nhưng đã đăng riêng tên mình vào phương thức sáng chế và trình ra cho công chúng năm 1839.
Bức ảnh này hiện nằm trong tay Marc Pagneux, người buôn ảnh nổi tiếng và là chủ nhân bức ảnh nguyên mẫu đặc biệt này: "Nó không phải chỉ là một bức ảnh mà là một vật thuộc lịch sử khoa học." Bức ảnh đã được in ra -tức là đã tiết lộ- trong báo Le Monde và bài Nghiên cứu phim ảnh (Études photographiques) do nhà sử học nghệ thuật André Gunthert và kỹ sư Jacques Roquencourt viết.
Những phản ứng đầu tiên không phải từ Pháp, mà từ Hoa Kỳ, một nước sản sinh nhiều nhà nghiên cứu về phương thức Daguerre. Nhiều người không tin, nghi ngờ khi chưa thấy ảnh, có người thì chào đón phát minh. Chữ ký, ngày chụp, tính chất chung đã biện hộ cho sự chính xác của vật, nhưng cũng có những người chờ phân tích tấm bảng đồng mới tin được. Sự khám phá này cụ thể hóa cho lời tuyên bố của chính Daguerre hồi tháng 2 năm 1838: nước Pháp (Niépce và Daguerre) và nước anh (Talbot) bàn cãi về phát minh ngành nhiếp ảnh.
Các nhà sử học Hoa Kỳ xâu xé nhau từ mười lăm năm nay vụ tấm ảnh xưa nhất khoảng năm 1839, giờ đây tấm ảnh này sớm hon tới hai năm. Sự chính xác của bức hình này đã không những có sớm hơn ai năm mà chỉ cần ngồi hai phút để chụp, trong khi đó Daguerre, năm 1939, muốn chụp hình, phải ngồi im dưới nắng trong 15 phút.
Chính Niépce là người đã chụp được hình cái mái nhà vào khoảng năm 1827 tuy rằng hơi mờ nhưng là hình xưa nhất trong lịch sử ngành nhiếp ảnh. Năm 1829 Niépce cộng tác với Daguerre để phát triển phương thức chụp hình của ông. Nhưng ông mất năm 1833 nên Daguerre đã giành lấy phát minh đó một mình. Niépce đã phát minh ra phương thức chụp ảnh và Daguerre đã dùng nó để làm thương mại. Gunthert và Jacques Roquencourt nhận xét: Niépce dễ thương hiền lành đã phát minh ngành nhiếp ảnh và Daguerre là kẻ dữ đã hưởng một mình bằng cách thương mại hóa phương thức của Niépce. Niépce là người chơn chất, dân miền tỉnh (Chalon-sur-Saône) còn Daguerre ở tại Paris, là dân ăn chơi, là nhà kinh doanh giàu có, một nhân vật ít được cảm tình.
Daguerre mất ngày 10 tháng 7 năm 1851 tại Bry-sur-Marre cách thủ đô Paris 12 km. Khu mộ ông tại đây có một tượng đài trang trọng để tưởng nhớ tới người con vinh quang này của nước Pháp.